# 那須資房
那須 資房（なす すけふさ）は、戦国時代の武将。那須氏17代（公称上では20代）当主。
下那須家当主・那須資実の子として誕生した。
寛正4年（1463年）、宇都宮義員らと岩城常隆と交戦し敗北するが、縄釣原の戦いでは勝利を収めた。明応3年（1494年）、父・資実が没すると下那須家の当主となる。永正6年（1509年）6月3日、塩谷城主・塩谷孝綱の家臣である大貫増長・油井利宗・印西成展らの謀反を誘発させようとするが失敗した。
永正11年（1514年）、那須氏15代（上那須家）当主・那須資親の死後、資親の実子・山田資久と養子・那須資永の間で家督争いが生じる。資房は資久を支持するが、内紛の最中に資久が資永に殺害されて上那須氏が断絶、資房は大田原資清らと共に資永を攻め自刃に追い込み、子・政資を上那須家の当主に据え、那須氏を事実上統一して実権を握った。
この資房の行動に対して資永の実兄・結城顕頼を中心に岩城氏、下野宇都宮氏など近隣の諸勢力が那須氏に攻め寄せる事となる。永正17年（1520年）、岩城由隆が白河結城氏と共に資房の子・政資を攻めるが、資房は宇都宮忠綱から援軍を得て政資を支援し、縄釣原で岩城軍を破っている。翌大永元年（1521年）、岩城由隆が宇都宮忠綱や小田政治を誘い、資房の上川井城を攻めるが、資房が烏山城に退くと撤兵した。資房はこの局面を打開するため、常陸国の佐竹氏の仲介で岩城常隆の娘を子・政資に娶わせ和睦を結んだ。
その後、家督を政資に譲り隠居したが、子・政資や孫・高資よりも長生きした。もう一人の孫・資胤が当主になった後の天文21年（1552年）、死去。